# Davor Celic
Davor Celic (* 21. November 1982 in Negotin, SFR Jugoslawien) ist ein ehemaliger serbischer Fußballspieler. Der ursprünglich bei FK Radnicki Nis beheimatete Spieler trat in den Jahren 2004/2006 dreimal für die serbische U-19 Nationalmannschaft an.

## Karriere
Von seinem ersten Verein Hajduk Veljko Negotin kommend schloss sich Celic bereits im Alter von 15 Jahren der Jugend von OFK Belgrad und spielte dort vier Jahre.
Danach kehrte er zurück nach Negotin zu FK Hajduk Veljko und spielte in der dritten serbischen Liga. Später wechselte er zum Rivalen FK Timok Zajecar und stieg mit der Mannschaft in zweite Liga auf.
Nach drei Spielsaisons folgte der Wechsel in die erste Liga zu FK Radnički Niš.
Weitere Stationen in Serbien waren OFK Nis und FK Sloboda Uzice, bevor er nach Deutschland zum FC St. Pauli in die Regionalliga wechselte.
- FC St. Pauli 2006/2008
- VfL 93 Hamburg 2008/09
- VfB Oldenburg 1897 2009/10
- AC Oulu Finnland 2010/11
- TSV Wedeler 2011/17
- SV Halstenbek 2017/18

Seit 2018 Spielt Celic bei Croatia Hamburg  ,  Alte Herren  und Senioren Mannschaften in  der Höchste Klasse (Oberliga Hamburg).